# هیدریدوتتراکیس(تری‌فنیل‌فسفین)رودیوم(I)
هیدریدوتتراکیس (تری‌فنیل‌فسفین) رودیوم(I) (انگلیسی: Hydridotetrakis(triphenylphosphine)rhodium(I)) یک ترکیب شیمیایی کمپلکسی با فرمول شیمیایی HRh[P(C6H5)3]4 می باشد. این ترکیب از یک فلز مرکزی Rh(I) تشکیل شده است که سه لیگاند تری‌فنیل‌فسفین (PPh3) و یک هیدرید به آن متصل شده است.